# 10號誕生！假面騎士全員集合！！
《10號誕生！假面騎士全員集合！！》是日本的單發特攝電視劇。由毎日放送和TBS電視台於1984年（昭和59年）1月3日9:00～9:54（JST）播放，是《假面騎士系列》首部獨立單發電視作品。本作的主角虽然是ZX，但由于剧情著重与众多前辈共同战斗，导致ZX戏份不重，直至2003年推出由村枝贤一创作以ZX為主角的漫画《假面騎士ZX Forget Memories》作为补完。

## 概要
本作是1982年（昭和57年）至1984年（昭和59年）以雜誌連載為中心的《假面騎士ZX》的映像化作品，並且是《假面騎士系列》首部獨立單發電視作品。

## 登場人物
- 村雨良 / 假面騎士ZX（声）：菅田俊
- 風見志郎 / 假面騎士V3（声）：宮內洋
- 結城丈二 / 騎士人（声）：山口豪久
- 沖一也 / 假面騎士Super 1（声）：高杉俊价
- 三影英介 / タイガーロイド（声）：中屋敷鐵也
- 暗闇大使：潮健兒
- 海堂肇博士：柄澤英二
- 伊藤博士：大矢兼臣
- 一条ルミ：三宅友美子
- 村雨しずか：ふくしまとしえ

## 製作人員
- 原作：石森章太郎
- 連載：、幼稚園、
- 企画 - 平山亨、阿部征司
- 脚本 - 平山公夫
- 監督 - 山田稔
- 音樂 - 菊池俊輔
- 製作 - 東映、毎日放送

## 主題歌
- 片頭曲「ドラゴン・ロード」

作詞：石森章太郎 / 作曲：菊池俊輔 / 編曲：吉村浩二 / 歌：串田晃
- 片尾曲「レッツゴー!! ライダーキック」

作詞：石森章太郎 / 作曲、編曲：菊池俊輔 / 歌：藤浩一（子門真人）、メール・ハーモニー
第1作《假面騎士》的OP。

## 關連項目
- 假面騎士系列
- 假面騎士ZX
- 假面騎士SPIRITS